# Neurotettix horishanus
Neurotettix horishanus är en insektsart som beskrevs av Matsumura 1914. Neurotettix horishanus ingår i släktet Neurotettix och familjen dvärgstritar. Inga underarter finns listade i Catalogue of Life.